# Shaman King: Master of Spirits
Shaman King: Master of Spirits est un jeu vidéo de type metroidvania développé et édité par Konami sorti en 2004 sur Game Boy Advance, basé sur l'univers du manga Shaman King.

## Accueil
- Nintendo Power : 7,2/10[1]